# Liste griechischer Phrasen/Rho

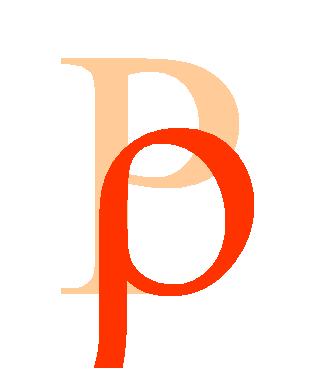
Rho

## Ῥαδαμάνθους ὅρκος
Ῥαδαμάνθους ὅρκος
Rhadamanthous orkos
„Eid des Rhadamanthys“
Lateinisch Rhadamanthi iuramentum

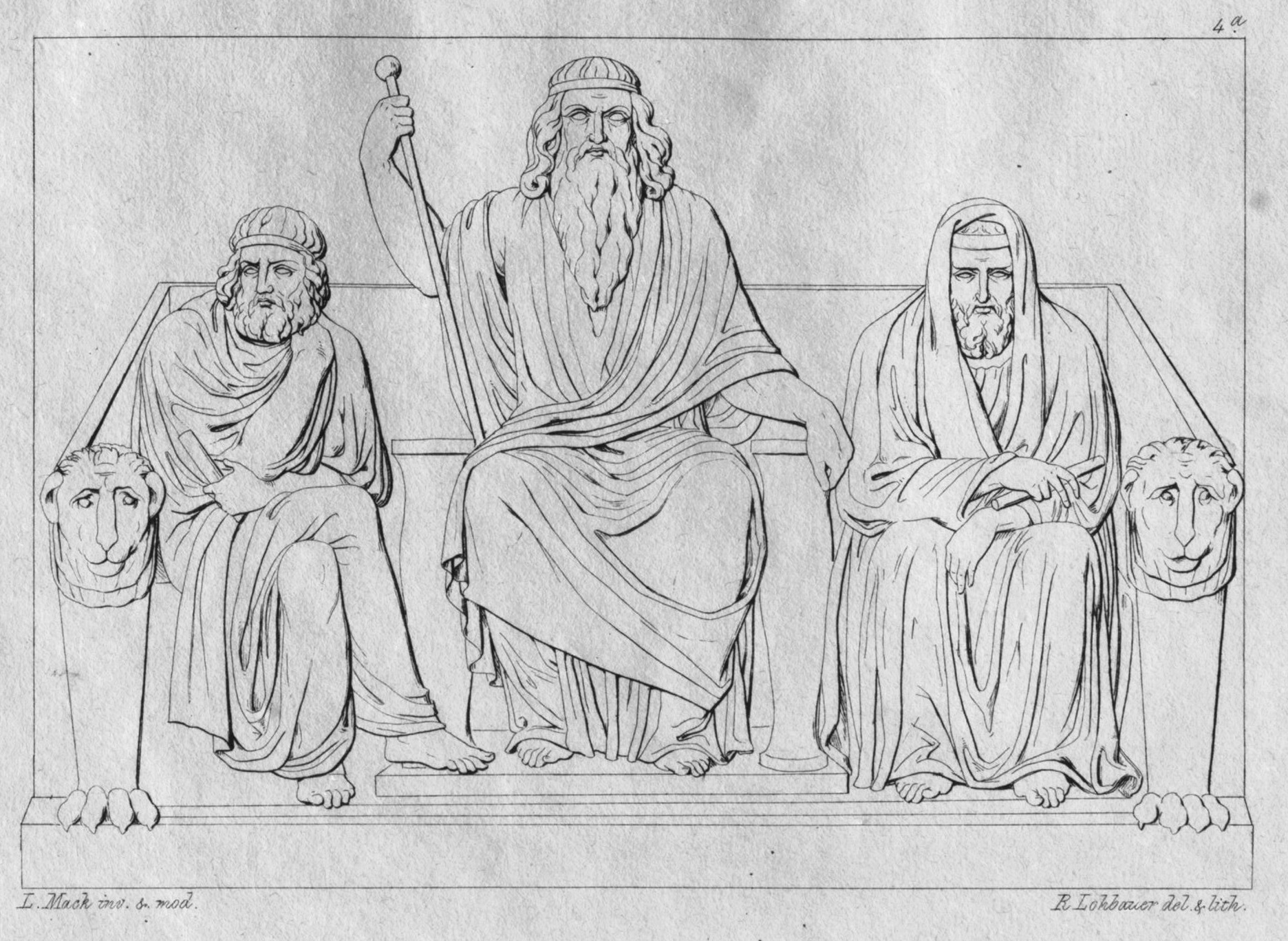
Die Totenrichter Minos, Aiakos und Rhadamanthys
(Ludwig Mack: Die Unterwelt, um 1826)

Rhadamanthys war ein mythologischer Richter über die Toten, der zuvor als Herrscher auf Kreta einen hervorragenden Gesetzeskodex eingeführt haben soll, den die Spartaner später kopierten. Er wurde aber von Minos vertrieben und floh zu den südlichen Ägäischen Inseln, wo er von der Bevölkerung aus Hochachtung vor seiner Gesetzgebung zum König ernannt wurde.
Nach seinem Tod richtete Rhadamanthys in der Unterwelt, gemeinsam mit Minos und Aiakos, über die Schatten der Verstorbenen. Andererseits ist er in der Odyssee der Herrscher über das Elysion, der richtete, wenn die Schatten der Verstorbenen in Streit gerieten.
Platon schreibt voll Bewunderung, wie Rhadamanthys seine gerichtlichen Entscheidungen fällte:

„Er sah nämlich, daß die Menschen seiner Zeit von dem Glauben an das Dasein der Götter und ihr leibhaftiges Walten erfüllt waren, wie denn dies auch natürlich war in einer Zeit, in welcher so viele von ihnen selber von Göttern entsprossen waren, zu denen Rhadamanthys selbst gehörte, wie die Sage lautet. Demgemäß scheint er denn nun auch gedacht zu haben, man müsse nicht Menschen die Entscheidung von Rechtssachen anvertrauen, sondern den Göttern selbst, und infolgedessen wurden dieselben von ihm einfach und schnell entschieden. Er ließ nämlich in bezug auf jeden streitigen Punkt die streitenden Parteien einen Eid leisten und machte so den Rechtshändeln rasch und sicher ein Ende.“

Jetzt aber, meint Platon, wo viele Menschen nicht an Götter glauben, würde dieser Kunstgriff nicht mehr greifen.

## Ῥαμνούσιος εἶ.
Ῥαμνούσιος εἶ.
Rhamnousios ei.
„Du bist ein Rhamnusier.“
Lateinisch „Rhamnusius es.“

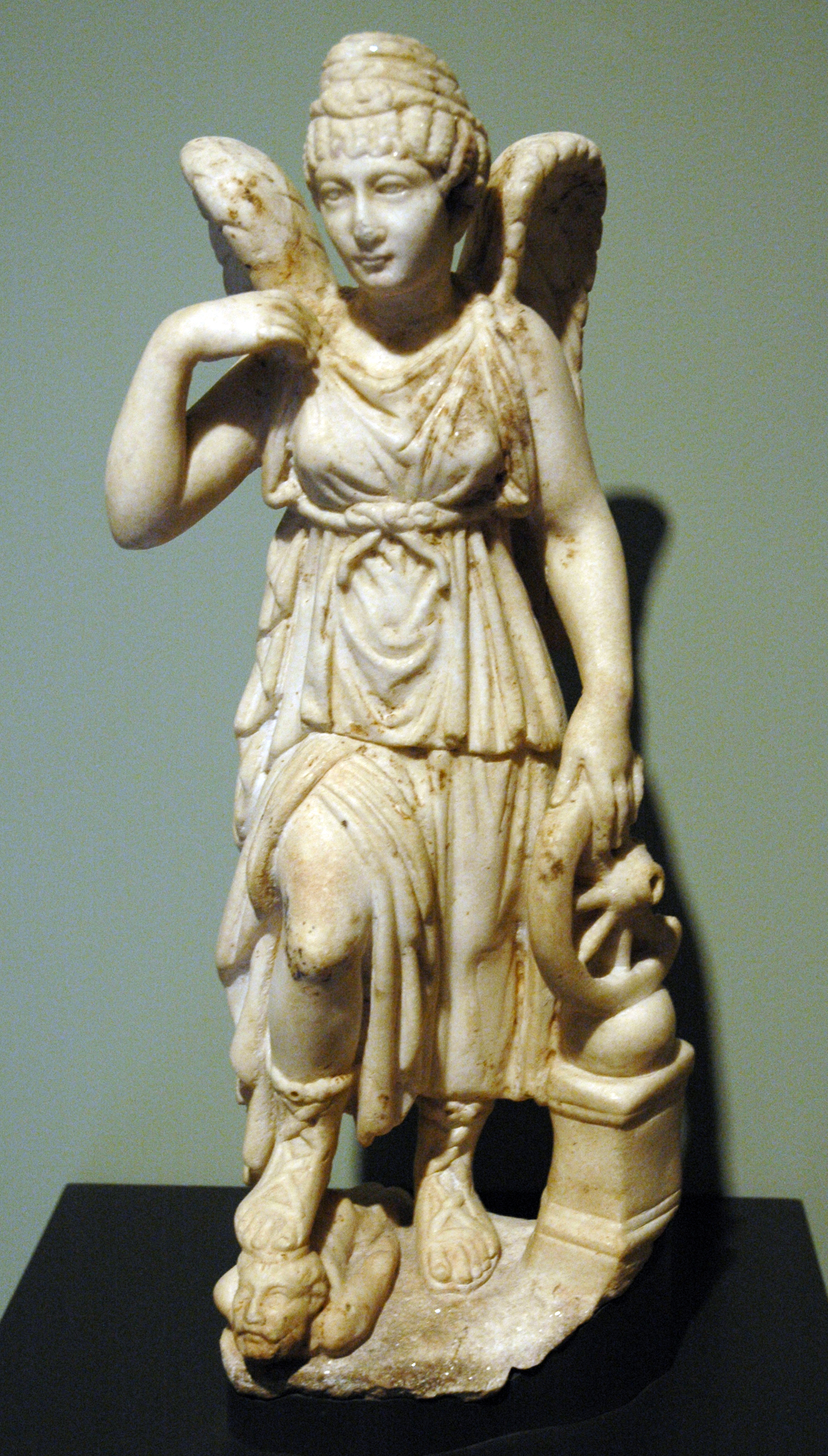
Nemesis-Statuette

Rhamnusia oder Rhamnousia ist der Beiname der Nemesis, der Göttin des „gerechten Zorns“, die im attischen Ort Rhamnous besonders verehrt wurde. Daher ihr Beiname Ραμνούσια Νέμεσις (Rhamnousia Nemesis).
Ihre Statue war von Phidias aus einem Marmorblock gemeißelt worden, den die Perser mitgebracht hatten, um daraus ein Siegeszeichen zu bilden, wenn die Griechen besiegt sein würden.
Nemesis bestraft vor allem die menschliche Hybris und die Missachtung von Themis, der Göttin des Rechts und der Sittlichkeit.

## Ῥανὶς ἐνδελεχοῦσα κοιλαίνει πέτραν.
Ῥανὶς ἐνδελεχοῦσα κοιλαίνει πέτραν.
Rhanis endelechousa kileni petran.
„Steter Tropfen höhlt den Fels.“
In dieser Version ist das bekannte Sprichwort „Steter Tropfen höhlt den Stein“ in der Sprichwortsammlung Συναγωγὴ παροιμιῶν Synagogi parimion des byzantinischen Gelehrten Michael Apostolios aus dem 15. Jahrhundert überliefert.
Siehe ausführlicher unter der älteren Variante „Πέτρην κοιλαίνει ῥανὶς ὕδατος ἐνδελεχείῃ“ („Den Fels höhlt steter Wassertropfen aus“).

## Ῥαχὴλ κλαίουσα τὰ τέκνα αὐτῆς.

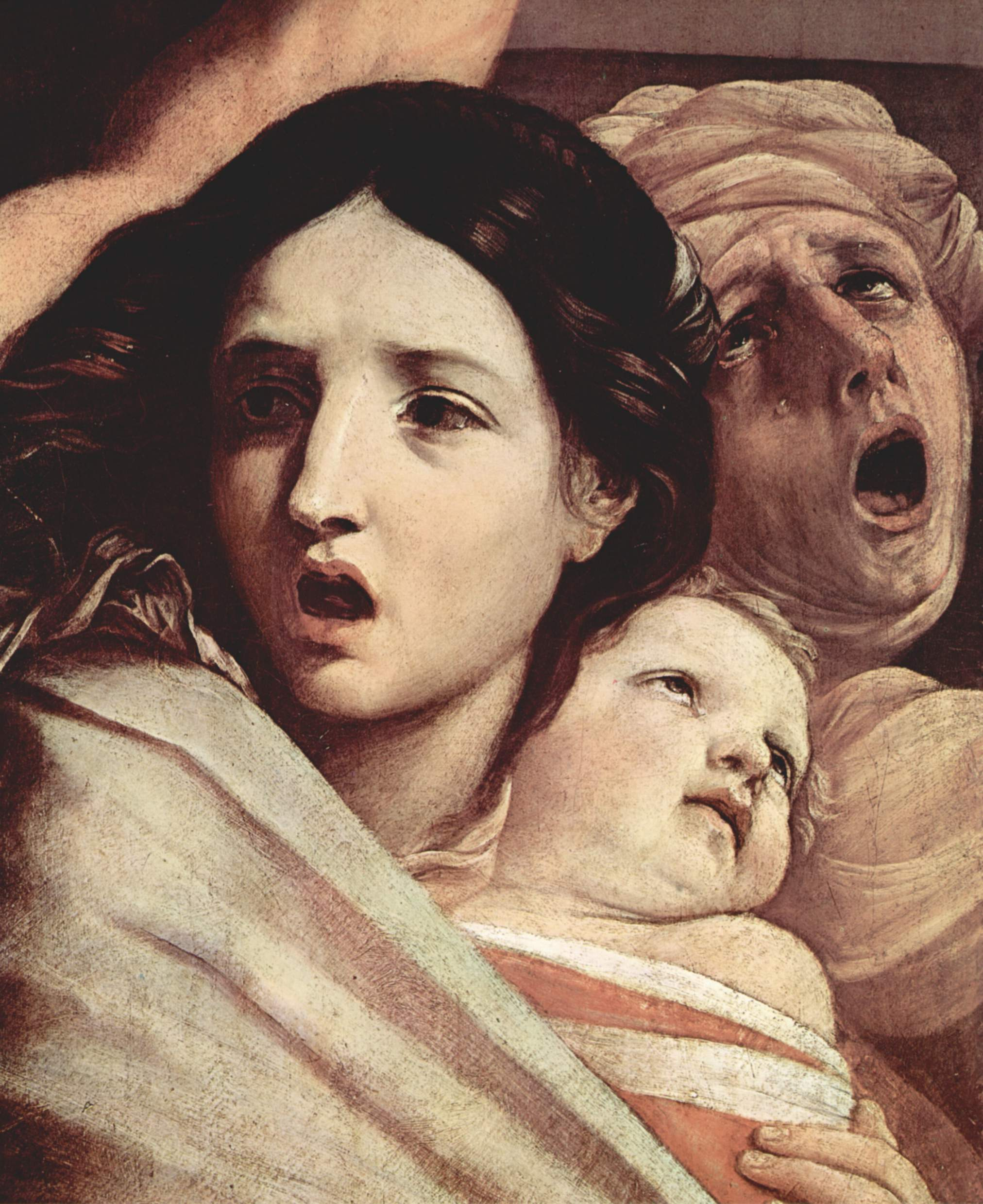
Guido Reni: Kindermord in Betlehem (Detail)

Ῥαχὴλ κλαίουσα τὰ τέκνα αὐτῆς, καὶ οὐκ ἤθελε παρακληθῆναι, ὅτι οὐκ εἰσίν.
Rhachēl klaiousa ta tekna autēs, kai ouk ēthele paraklēthēnai, hoti ouk eisin.
„Rahel beweinte ihre Kinder und wollte sich nicht trösten lassen, denn sie waren nicht mehr.“
Aus dem Bericht über den Kindermord in Betlehem im Evangelium nach Matthäus. Der Evangelist Matthäus zitiert dabei den Propheten Jeremia und erzählt, dass Herodes sehr zornig wurde, als er feststellte, dass er von den Weisen hintergangen worden war, und alle männlichen Kinder in Bethlehem töten ließ, die jünger als zwei Jahre alt waren.
Als König Herodes von Judäa durch die Sterndeuter aus dem Morgenland von der Geburt eines neuen Königs der Juden erfuhr, ließ er die Weisen Israels befragen, wo diese Geburt stattgefunden habe. Diese identifizierten Betlehem als Geburtsort. Beim Propheten Micha steht dazu:
„Aber du, Betlehem-Efrata, bist zwar klein unter den Sippen Judas, aus dir wird mir einer hervorgehen, der über Israel herrschen soll. Seine Ursprünge liegen in ferner Vorzeit, in längst vergangenen Tagen.“
Betlehem aber war die Stadt Davids, dem Gott verheißen hatte, sein Nachkomme werde auf ewige Zeiten den Thron erben. Nachdem die Sterndeuter ihm nicht wie gewünscht auf ihrem Rückweg über das Gefundene berichtet hatten, wurde Herodes wütend und beschloss, den Konkurrenten auszuschalten, indem er in Bethlehem alle Knaben unter zwei Jahren töten ließ. Joseph wurde jedoch in einem Traum bedeutet, nach Ägypten zu fliehen, so dass Jesus dem Kindermord entgehen konnte.

## ραχοκοκαλιά του λαού
ραχοκοκαλιά του λαού
Rachokokalia tou laou
„Rückgrat des Volkes“
Propagandistische Bezeichnung der griechischen Militärjunta für den Bauernstand. Diese Bezeichnung ist im Unterschied zu anderen Slogans der Junta, die sonst in Katharevousa gehalten waren, in der Volkssprache Dimotiki, wohl damit die weniger gebildeten Bauern diesen Slogan auch selbst verstanden.
Der Anführer der Obristen, Giorgios Papadopoulos, der selbst bäuerlicher Herkunft war, fand unter den Bauern am meisten Unterstützung und förderte dies noch durch Erlass von landwirtschaftlichen Darlehen und die Förderung des ländlichen Raums.

## Ῥῆμα παράκαιρον τὸν ὅλον ἀνατρέπει βίον.
Ῥῆμα παράκαιρον τὸν ὅλον ἀνατρέπει βίον.
Rhēma parakairon ton holon anatrepei bion.
„Ein Wort zur Unzeit wirft das ganze Leben um.“
Sentenz aus den Monosticha des Dichters Menander, die man im Zusammenhang mit der folgenden sehen kann:

«Ῥοπή ‘στιν ἡμῶν ὁ βίος, ὥσπερ ὁ ζυγός.»

„Wie eine Waage hält das Leben Gleichgewicht.“

Beide Sätze zielen darauf an, dass das Glück leicht auf der Kippe stehen kann.

## ῥήματα ἀντὶ ἀλφίτων
ῥήματα ἀντὶ ἀλφίτων
rhēmata anti alphitōn
„Worte statt Mehl“
Lateinisch: (Ne) verba pro farina.
Diese sprichwörtliche Wendung bedeutet so viel wie „viel versprechen und nichts geben“. Eine deutsche Entsprechung ist:

„Blasen und Mehl im Maul haben.“

Der Humanist Erasmus von Rotterdam zieht in seiner Sprichwörtersammlung Adagia eine Parallele zu einem anderen Sprichwort:

„Ich glaube, dieses Sprichwort ist gleichbedeutend oder wenigstens eng verwandt mit einem, das wir an anderer Stelle aufgeführt haben: Selbst von den Statuen noch verlangt er farinas. Scherzweise nämlich steht da für Steuer Mehl (farina), weil alles mit dem Essen in Zusammenhang gebracht werde und weil den Verstorbenen Standbilder zum Andenken gesetzt wurden. Wer also auch hier noch Steuer erhebt, verfährt doch so wie einer, der sie von den Toten eintreibt. Bei den Alten aber war der Totenkult sehr beliebt, und Totenmale waren dort abgabenfrei.“

Vor diesem antiken Hintergrund kritisiert Erasmus seine Zeit, in der zum Beispiel die Kirche aus Totenmessen Profit zieht:

„Heute aber hat Raffgier ein solches Maß erreicht, daß es überhaupt nichts mehr gibt, weder im geistlichen noch im weltlichen Bereich, wo man nicht einen Gewinn herausschlagen könnte.“

## ῥητορικὴ τέχνη
ῥητορικὴ τέχνη
Rhētorikē technē
„Redekunst“
Lateinisch Ars Rhetorica
Die Redekunst war die Kunst der freien, öffentlichen Rede, deren Aufgabe es war, die Möglichkeiten zu erforschen und die Mittel bereitzustellen, die nötig sind, um eine Gemeinsamkeit zwischen Redner und Zuhörern herzustellen, auf deren Basis es ermöglicht wird, eine subjektive Überzeugung allgemein zu machen.
Aristoteles entwickelte als erster eine systematische Darstellung der Redekunst (Ἡ Τέχνη Ῥητορική Hē technē rhētorikē). Die Rhetorik ist wie die Dialektik ein fachübergreifendes Grundwissen, denn sie beschäftigt sich mit „Themen, deren Erkenntnis allen Wissenschaftsgebieten zuzuordnen ist“.
In Platons Dialog Gorgias heißt es:

„Wenn ich es verstehe, sagst du, dass die Rhetorik die Meisterin der Überredung ist und ihre Ausübung zielt im allgemeinen und in der Hauptsache darauf ab. Die Rhetorik ist also offenbar die Meisterin der Überredung, die Zustimmung erstrebt, nicht aber Unterrichtung in der Frage von Recht und Unrecht.“

| griechisch                                | lateinisch                            | deutsch       | Anmerkungen |
| ----------------------------------------- | ------------------------------------- | ------------- | --- |
| γένος δικανικόν génos dikanikón           | genus iudiciale                       | Gerichtsrede  | Bezieht sich grundlegend auf die Vergangenheit: „Hat der Angeklagte XY ermordet?“ aktive Entscheidung, die durch die Rede beeinflusst werden soll                        |
| γένος συμβουλευτικόν génos symbouleutikón | genus deliberativum                   | Beratungsrede | z. B.: Parlamentsrede. Bezieht sich grundlegend auf die Zukunft: „Soll Krieg geführt werden oder nicht?“ aktive Entscheidung, die durch die Rede beeinflusst werden soll |
| γένος ἐπιδεικτικόν génos epideiktikón     | genus demonstrativum genus laudativum | Festrede      | Bezieht sich grundlegend auf die Gegenwart. Die Lobrede hört man, um sie zu genießen. Publikum weitgehend unbeteiligt                                                    |

Siehe auch das sophistische Prinzip: „τὸν ἥττω λόγον κρείττω ποιεῖν“ („die schwächere Sache zur stärkeren machen“).

## Ρίπτω τους μαργαρίτας εις τους χοίρους.
Ρίπτω τους μαργαρίτας εις τους χοίρους.
Pipto tous margaritas is tous chirous.
„Ich werfe die Perlen vor die Säue.“
Diese neugriechische Wendung geht zurück auf eine Stelle im Evangelium nach Matthäus. Jesus sagt dort:

«Μὴ δῶτε τὸ ἅγιον τοῖς κυσὶ μηδὲ βάλητε τοὺς μαργαρίτας ὑμῶν ἔμπροσθεν τῶν χοίρων, μήποτε καταπατήσωσιν αὐτοὺς ἐν τοῖς ποσὶν αὐτῶν καὶ στραφέντες ῥήξωσιν ὑμᾶς.»

„Ihr sollt das Heilige nicht den Hunden geben, und eure Perlen sollt ihr nicht vor die Säue werfen, damit die sie nicht zertreten mit ihren Füßen und sich umwenden und euch zerreißen.“

Die Bedeutung dieser Bibelstelle ist, dass man anderen etwas bietet, was diese nicht zu schätzen wissen.
Der Ausdruck ist (mit Varianten) in viele Sprachen eingegangen:
- Englisch: „to cast pearls before swine“
- Französisch: „donner des perles aux pourceaux“
- Italienisch: „gettare perle ai porci“

Adriano Farano schrieb unter der Überschrift Marmelade vor die Säue werfen:

„Doch manche Völker sind fantasievoller. In Frankreich werden den Schweinen keine Perlen, sondern Marmelade aufgedrängt (donner de la confiture aux cochons). Die freieste Auslegung des Evangeliums findet sich bei den sonst rechtgläubigen Spaniern. Bei ihnen gibt Gott denjenigen Taschentücher, die keinen Rotz in der Nase haben: Dio[s] [sic] da pañuelos a quien no tiene mocos. Die Italiener haben da schon mehr Taktgefühl. Sie verteilen lieber Brot an den, der keine Zähne hat: danno il pane a chi non ha i denti.“

Eine Variante ist: „Πετώ διαμάντια στα σκυλιά.“ („Ich werfe den Hunden Diamanten vor.“)

## ῥοδοδάκτυλος Ἠώς
Ῥοδοδάκτυλος Ἠώς
rhododaktylos Ēōs
„die rosenfingrige Eos“

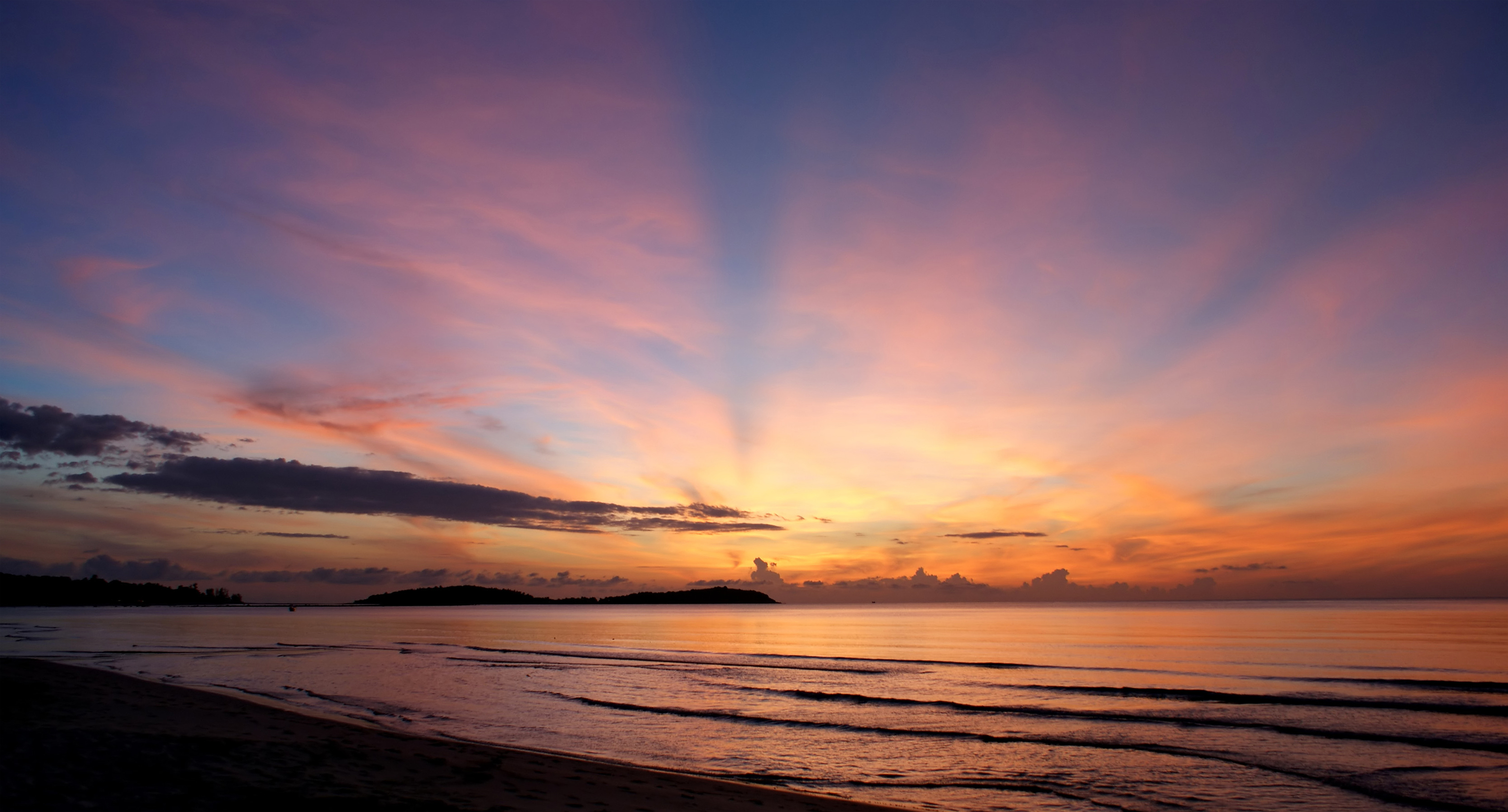
Die rosenfingrige Eos

Bei Homer häufig verwendetes Epitheton ornans der als Göttin verehrten Morgendämmerung, griechisch Eos. Ihre Aufgabe bestand darin, allmorgendlich mit ihrem Gespann aus dem Okeanos aufzutauchen und damit den Tag anzukündigen. Bei Homer wird die Schönheit der Eos gepriesen. Sie erscheint als eine anmutige Göttin in einem Kleid aus Safran.
Einer der homerischen Verse lautet im größeren Zusammenhang in der Übersetzung von Johann Heinrich Voss:
„Als die dämmernde Frühe mit Rosenfingern erwachte.“
Eos  verliebte sich in einen schönen jungen Mann namens Tithonos und erbat sich von Zeus für ihn ewiges Leben. Doch da Eos vergaß, auch um ewige Jugend zu bitten, alterte Tithonos schließlich und schrumpfte immer mehr zusammen, bis zur Größe einer Zikade, deren Zirpen schließlich seine Stimme glich. Deshalb hält es Eos nicht lange bei ihm aus und verlässt in aller Frühe ihr Lager.
Eos und Tithonos hatten zwei Söhne, Emathion (den Herakles tötete) und Memnon (den Achilles tötete). Diese beweint Eos noch immer und ihre Tränen fallen jeden Morgen als Tau vom Himmel.
Ähnlich:
- eulenäugige Athene: γλαυκῶπις Άθήνη[11] (glaukōpis Athene)
- kuhäugige Hera: βοῶπις Ἥρη[12] (boōpis Hērē)
- listenreicher Odysseus: πολύμητις Ὀδυσσεύς[13] (polymētis Odysseus)

## Ῥόδον ἀνεμώνῃ συγκρίνεις.

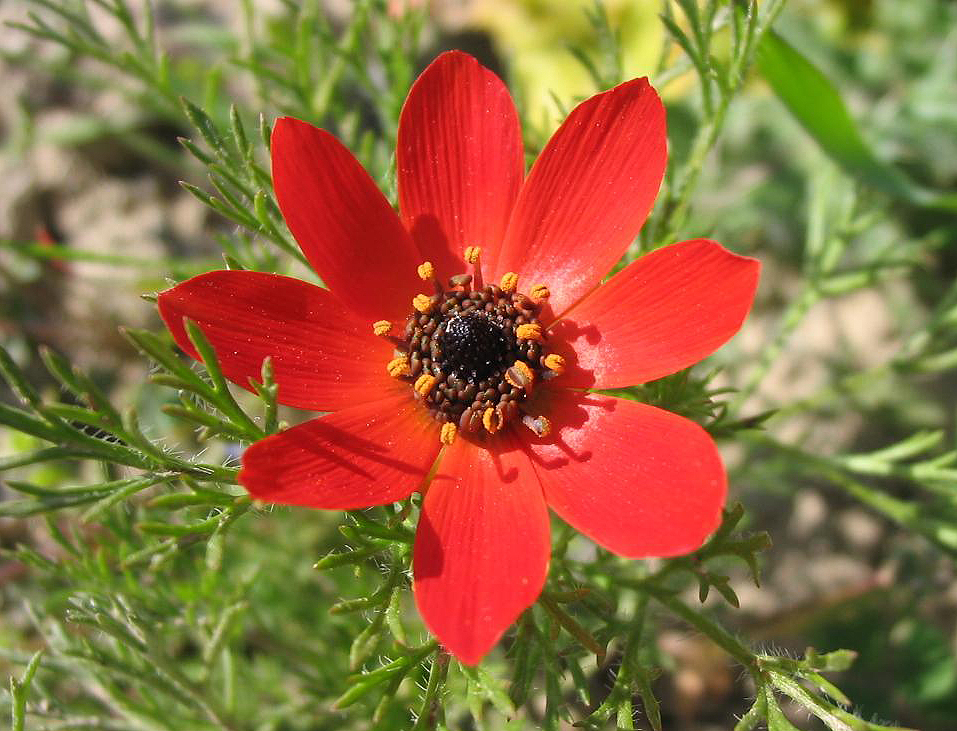
Herbst-Adonisröschen

Ῥόδον ἀνεμώνῃ συγκρίνεις.
Rhodon anemōnē synkrineis.
„Du vergleichst eine Rose mit einer Anemone.“
Lateinisch „Rosas anemonae comparas.“
Nach der Mythologie sollen weiße Rosen aus den Tränen der Aphrodite entsprossen sein, als diese den Tod des Frühlingsgottes Adonis beweinte und das Blut des sterbenden Adonis die Blüten rot färbte. Aus jedem Blutstropfen soll ein rotes Adonisröschen (Anemonen) gewachsen sein.
Als sterbender und auferstehender Gott personifiziert Adonis die alljährlich im Sommer verdorrende, im Frühling wieder neu sprießende Vegetation. Zu Ehren des Adonis fanden an vielen Orten mehrtägige Trauerfeste statt, die in einer fröhlichen Feier der Auferstehung des Gottes endeten.